# Amtsgericht Netra
Das Amtsgericht Netra war ein preußisches Amtsgericht mit Sitz in Netra.

## Vorgeschichte
In Kurhessen erfolgte 1821 die Trennung der Rechtsprechung von der Verwaltung und für die Rechtsprechung wurden Justizämter, darunter das Justizamt Netra mit Sitz in Netra eingerichtet. Es war dem Obergericht für die Provinz Niederhessen zugeordnet.

## Geschichte
Mit der Annexion Kurhessens durch Preußen 1866, wurden in der neuen Provinz Hessen-Nassau Amtsgerichte eingerichtet. Das Justizamt Netra wurde entsprechen in das Amtsgericht Netra umgewandelt. Dieses war dem Kreisgericht Kassel zugeordnet. Mit der Einführung der Reichsjustizgesetze entstanden 1879 reichsweit einheitlich Amtsgerichte. Das Amtsgericht Netra behielt damit seinen Namen und erhielt die neuen Funktionen. Es war nun eines der 34 Amtsgerichte im Bezirk des Landgerichtes Kassel. Am Gericht bestand eine Richterstelle. Es war damit ein kleines Amtsgericht im Landgerichtsbezirk. In Herleshausen wurden Gerichtstage abgehalten. Sein Gerichtsbezirk umfasste aus dem Kreis Eschwege die Gemeindebezirke Archfeld, Breitzbach, Datterode, Frauenborn, Grandenborn, Herleshausen, Holzhausen, Lüderbach, Markershausen, Nesselröden, Netra, Renda, Rittmannshausen, Röhrda, Unhausen, Willershausen und Wommen und die Gutsbezirke Altenfeld und Heitelberg, Breitzbach, Herleshausen, Hohenhaus, Lautenbach, Markershausen, Nesselröden, Willershausen (von Kutzlebensches Rittergut), Willershausen (Landgräfliches Rittergut).
In Folge der Weltwirtschaftskrise wurden 60 Amtsgerichte auf Grund von Sparverordnungen aufgehoben. Mit der Verordnung über die Aufhebung von Amtsgerichten vom 30. Juli 1932 wurde das Amtsgericht Netra zum 30. September 1932 aufgehoben und sein Sprengel zwischen dem Amtsgericht Eschwege und dem  Amtsgericht Sontra aufgeteilt.

## Gebäude
Das Gebäude des Amtsgerichts (Rimbachstraße 25) steht als Gesamtanlage unter Denkmalschutz. Siehe hierzu auch die Liste der Kulturdenkmäler in Ringgau.